# Chionopora
Chionopora là một chi bướm đêm thuộc họ Geometridae.